# Паняк Стефан Григорович
Стефан Григорович Паняк (* 25 січня 1942, Кам'яне)  — вчений у галузі геологічних наук на Уралі, активіст української діаспори в Російській Федерації, голова Уральської громади українців (1994-2010). У 1990-их — політик, співголова Єкатеринбурзького відділення партії «Движения демократический выбор  — демократическая Россия», доктор геолого-мінералогічних наук.
Також головний редактор наукового збірника «Геология метаморфических комплексов» (Єкатеринбург, РФ). Учасник усіх Конгресів українців Росії у Москві.

## Життєпис
Народився в сім'ї сільських інтелігентів, що мешкали у селі Кам'яне Жидачівського району.
Школу закінчив вже в часи совєцької окупації, навчався на геолога у Львівському державному університеті імені Івана Франка. У 1965 р. направлений до Російської Федерації, на Урал. У геологічній експедиції  — вісім років, «Відмінник розвідки надр».
Після аспірантури — на науково-педагогічній роботі в Уральському гірничому інституті (тепер Університет). Пройшов щаблі від асистента до професора, завідувача кафедри.
З 1984 завкафедрою Загальної та історичної геології, з 2001 «Геології та геофізики родовищ нафти та газу». З 2004 в Університеті утворена кафедра Геології і захисту в надзвичайних ситуаціях, в якій виконує обов'язки завідувача.
Докторську дисертацію захистив 1988, професор.

### Наукова робота
Отимав нові дані про початковий період еволюції земної кори на відрізку часу 4,6-2,6 млрд. років. 
Учасник XXVI та XXVIII Міжнародних геологічних конгресів (Париж, 1980; Пекін, 1996), всесоюзних всеросійських нарад з питань метаморфізму, петрології та металогенії. 
Написав кілька підручників для студентів, монографій і коло 200 наукових праць. 20 років працював головним редактором міжвузівського наукового збірника «Геология метаморфических комплексов».
Царина наукових інтересів полягає на перетині природничих наук з точними  — математикою, фізикою, хімією. Обґрунтував фізико-математичні моделі (з відповідними рівняннями) розподілу параметрів мікросистем у природних макросистемах, що є науковим відкриттям. Ці моделі можуть бути використані в усіх природничих науках, включаючи біологію, медицину, геологію, географію тощо. Запропонував нове рівняння ентропії для динамічних систем. Був запрошений на ряд Міжнародних геологічних конгресів. 2001 виграв конкурс на звання Соросівський професор, 2011 обраний академіком Міжнародної академії наук екології і безпеки.

### Політична діяльність
У часи розвалу СРСР включився у демократичний рух міста Єкатеринбурга. З 1990 — співголова міського «Движения демократический выбор  — демократическая Россия». У цей час написав кілька десятків публіцистичних статей.
| «Нині в умовах явної асиметрії інформаційного простору України і Росії намагаюсь донести до росіян інформацію української сторони. C. Паняк» |
У 2008 році написав книгу «Україна і Росія: чому окремо», а також більше сотні статей (в тому числі в центральних газетах і журналах  — «Известия», «Российская Федерация» і ін.). В публіцистичних роботах намагається донести до читача право українського народу мати власну суверенну державу.
| «Свою позицію вважаю виваженою і чесною. В третьому тисячолітті відносини між Україною і Росією не можуть обтяжуватися реліктами імперського мислення! Основою справжньої дружби може бути тільки рівноправність і взаємна повага. Вважаю, що міждержавне зближення може базуватися тільки на західноєвропейських взірцях, які виключають домінування одних держав над іншими і не загрожують нищенню мов, культур, а значить, асиміляції народів. Вважаю свою скромну просвітницьку роботу актуальною і корисною як для України, так і для Росії. С.Паняк» |
- 1992  — бере участь у роботі Уральської асоціації українців, один із її лідерів. З 1994 — Голова організації. (На момент 2014 року цю посаду вже не займав).

- З літа 1997 року член Комісії Людських і Громадянських Прав Світового Конґресу Українців  — КЛГП СКУ. Перебував в КЛГП до 2013 року, будучи членом Комітету у справах української громади у Росії. (До 2013 року головою Комітету був Василь Коломацький). Чи підтвердив своє членство в КЛГП після 2013 року не встановлено.

Лідери української громади Росії: Наталка Литвиненко-Орлова, професор Стефан Паняк, академік Тарас Дудко (Москва). VI
Всесвітній Український Форум, Київ, серпень 2016 р.

Учасник усіх Конгресів українців Росії у Москві, а також Всесвітніх Форумів українців у Києві. На четвертому Всесвітньому Форумі в Києві був одним із його модераторів. Основні теми виступів торкалися проблем українців Росії. Двічі обирався членом президії Української Всесвітньої Координаційної Ради (УВКР), з 2000 року по нині є членом Комітету людських і громадянських прав (КЛГП) Світового Конґресу Українців (СКУ).
- 1998 (з моменту заснування) став членом Ногінського Комітету, що займається захистом прав парафіян Богоявленської парафії УПЦ КП міста Ногінська. Разом із Президентом СКУ Аскольдом Лозинським у серпні 1999 зустрічався з парафіянами у Ногінську. Про згадані порушення прав віруючих, а також про порушення прав української меншини РФ мав змогу свідчити Комісару ОБСЄ Максу Ван дер Стулу у вересні 2000.

У серпні 2001 на запрошення головного редактора Василя Коломацького (Канада) приєднався до редакції сайту української діаспори «Кобза  — українці Росії». Виконував обов'язки директора, писав публіцистичні статті, виступав в ролі експерта діаспори. 
Влітку 2006 року Стефан Паняк разом з Миколою Кернесюком брав участь у IV Всесвітньому Форумі Українців, разом з частиною Президії УВКР мав зустріч з Президентом України Віктором Ющенком.
24 січня 2015 року  — під тиском російської влади був змушений залишити посаду редактора сайту «Кобза  — українці Росії». За схвальні висловлювання про Майдан у російських ЗМІ в 2014 році на нього була заведена судова справа за статтею «екстремізм», яка тягнулася два роки. Лише через одностайний захист з боку вчених Уральського Гірничого Університету, демократичної інтелігенції Єкатеринбурга, а також зарубіжних колег йому вдалося отримати позитивний судовий вирок і залишитися на викладацькій роботі (зокрема, рецензію на його книгу написав професор Франк Е. Сисин із Торонто).
В серпні 2016 року взяв участь у VI Всесвітньому форумі українців у Києві як учасник делегації українців Росії.
В нинійшній непростий для українців Росії час підтримує громадські контакти із фактичним лідером українців Росії академіком Тарасом Дудком (Москва).

### Нагороди
Має українські і російські нагороди.
Українські: почесні грамоти МЗС і Верховної Ради, орден «За заслуги 3-го ступеню» (2002 р.), ювілейна медаль Т. Г. Шевченка (2014 р.), почесний знак «Патріот України» (2011 р.) з занесенням в Почесну книгу України.
Російські: низка почесних грамот і медалей від міністерства надзвичайних ситуацій (МЧС РФ).